# Brisó d'Acaia
Brisó d'Acaia (en grec antic Βρύσων ὁ Ἀχαιός) que va florir cap a l'any 330 aC), era un filòsof megàric dialèctic contemporani d'Euclides de Mègara, contemporani també de Trasímac de Calcedó i amic de Polixè el Sofista. Va ser deixeble d'Estilpó i de Clinòmac.
Segons diu Diògenes Laerci, va ser mestre de filòsofs famosos com ara Crates de Tebes, Pirró d'Elis i Teodor Ateu. Aristòtil també sembla fer referència a tesis precises d'aquest dialèctic. Atenes l'acusà de buscar guanys impartint les seves lliçons.
L'historiador Teopomp de Quios, segons Ateneu de Nàucratis, menciona unes Entrevistes escrites per Brisó que hauria plagiat de Plató, però segurament el confon amb un altre Brisó, filòsof pitagòric, ja que Diògenes Laerci inclou a Brisó d'Acaia en una llista de filòsofs dels que diu que no havien escrit res.